# Erik Månsson (arkitekt)
Måns Erik Månsson, född 14 september 1929 i Malmö, är en svensk arkitekt.
Månsson, som är son till auktoriserad revisor Emil Månsson och Greta Sollenberg, avlade studentexamen 1948, reservofficersexamen 1951 och utexaminerades från Kungliga Tekniska högskolan 1955. Han var anställd hos arkitekt Bror Thornberg i Malmö 1954–1957, biträdande stadsarkitekt i Karlskrona 1957–1961 och bedrev egen arkitektverksamhet i Malmö och Karlskrona från 1961. Han var styrelseordförande i Erik Månsson Kenneth Neil Arkitektbyrå AB och blev kapten i ingenjörtruppernas reserv 1967. Han var lärare i byggnadsutformning på högre tekniska läroverket i Karlskrona 1957–1961. Av hans arbeten kan nämnas Heliga Korsets kapell i Malmö (1964), Handelns gård i Lidingö (1964), industribyggnader, bostadsområden och stadsplaner i Skåne och Blekinge, fritidsområden bland annat på Skaftölandet i Bohuslän (1966).